# Ministère du Procureur général
Le ministère du procureur général (en anglais : Attorney-General's Department) est un ministère du gouvernement australien. Son rôle est de servir le peuple australien en fournissant un soutien expert et essentiel pour le gouvernement dans le maintien et l'amélioration du système australien de droit et de justice. Il est également l'élément de politique centrale et de coordination du portefeuille de procureur général pour lequel le procureur général et ministre de l'Intérieur sont responsables.